# Nieścierowicze (obwód grodzieński)
Nieścierowicze (biał. Несцеравічы; ros. Нестеровичи) – wieś na Białorusi, w obwodzie grodzieńskim, w rejonie świsłockim, w sielsowiecie Świsłocz.
Znajduje się tu przystanek kolejowy Nieścierowicze, położony na linii Wołkowysk – Andrzejewicze – Świsłocz.

## Historia
Miejscowość występowała także pod nazwą Nestorowicze. W dwudziestoleciu międzywojennym wieś leżała w Polsce, w województwie białostockim, w powiecie wołkowyskim, do 30 grudnia 1922 w gminie Świsłocz, następnie w gminie Mścibów. W 1921 miejscowość liczyła 34 mieszkańców, zamieszkałych w 7 budynkach, wyłącznie Białorusinów wyznania prawosławnego.
Po II wojnie światowej w granicach Związku Sowieckiego. Od 1991 w niepodległej Białorusi.